# 卡兹别克·泰萨耶夫
卡兹别克·库楚科维奇·泰萨耶夫（羅馬化：Kazbek Kutsukovich Taysayev；1967年2月12日—）是俄罗斯政治人物，第六届、第七届、第八届国家杜马代表。
1985年至1987年，泰萨耶夫在苏联武装力量服役。1986年至1991年为苏联共产党党员。苏联解体后，塔萨耶夫是后苏联地区共青团运动复兴的发起人之一。2002年至2007年，泰萨耶夫在莫斯科州政府工作，担任弗拉基米尔·卡申的助理。2007年至2011年，担任北奥塞梯-阿兰共和国议会代表。2008年至2011年，他担任斯坦尼斯拉夫·科奇耶夫的顾问。2008年，他还被任命为俄罗斯联邦共产党中央委员会书记。2011年，他当选第六届国家杜马代表。2016年和2021年连续当选第七届和第八届国家杜马议员。

## 制裁
泰萨耶夫于2022年因俄乌战争而受到英国政府制裁。